# Саэнс Пенья, Роке
Ро́ке Са́энс Пе́нья Лаи́тте (исп. Roque Sáenz Peña Lahitte; 19 марта 1851 — 9 августа 1914) — 17-й президент Аргентины с 12 октября 1910 года по 9 августа 1914 года.

## Биография
Сын президента Аргентины (1892—1895) Луиса Саэнса Пеньи. Саэнс Пенья принимал участие во Второй тихоокеанской войне (1879—1883) в качестве офицера Перуанской армии, после чего попал в плен и в течение шести месяцев находился в лагере в Чили.
Был кандидатом обновленческой фракции внутри Национальной автономистской партии. На его счету введение в действие знаменитого Закона 8871, известного как «Закон Саэнса Пеньи», который реформировал систему выборов в Аргентине. Голосование стало тайным, всеобщим и обязательным для мужского населения. Закон Саэнса Пеньи положил конец подлогам, которыми постоянно занималась консервативная аргентинская олигархия. Благодаря ему во время первых свободных выборов к власти пришел Гражданский радикальный союз.
Его дочь вышла замуж за Карлоса Сааведру Ламаса.
Умер до истечения срока президентских полномочий, похоронен на кладбище Реколета.

## Память
В честь президента Роке Саэнса Пеньи названа одна из улиц Буэнос-Айреса, а также департамент в провинции Кордова.